# Pierre Lambert (architecte)
Pour les articles homonymes, voir Pierre Lambert et Lambert.
Pierre Lambert est un architecte français, né à Paris en vers 1646, et mort à Versailles le 19 mars 1709.

## Biographie
Il est le fils de Simon Lambert, architecte des bâtiments de Monsieur puis architecte des Bâtiments du roi.
Il entre dans les Bâtiments du roi et commence par travailler avec François d'Orbay, au château de Versailles, au collège des Quatre-Nations. À Versailles, en 1674, il donne les alignements de la ville et reçoit pour ce travail 1 600 livres.
Il est nommé architecte du roi en 1678. Il réalise la Chapelle des Missions étrangères de la rue du Bac, en 1683. 
En 1684, il est employé par les Bâtiments du roi comme inspecteur de « toutes les conduites de tuyaux de fer de fonte ». Il dispose d'un bureau dans la Surintendance des Bâtiments située à l'extrémité de la future aile du Midi du château de Versailles
Ayant acheté un terrain sur la place des Victoires, en 1689, il construit dessus l'hôtel situé à l'actuel no 6.
En 1698, il succède à Philippe Lefebvre comme contrôleur général des dedans du château de Versailles.
Il est nommé académicien de la 1re classe de l'Académie royale d'architecture le 5 mai 1699. Il est nommé conseiller à l'Académie royale de peinture et de sculpture en 1702.
Il est nommé architecte ordinaire du roi en mai 1708 à la place de Robert de Cotte qui est devient le premier architecte du roi.